# All People's Congress
L'All People's Congress (APC) è un partito politico sierraleonese di orientamento nazionalista e socialismo democratico fondato nel 1962.
Leader del partito è Ernest Bai Koroma, presidente della Repubblica dal 2007 al 2018.

## Risultati elettorali
| Elezione          | Voti      | %     | Seggi     |
| ----------------- | --------- | ----- | --------- |
| Parlamentari 1977 | 425.328   | 61,93 | 70 / 100  |
| Parlamentari 1982 | 42.467    | 5,7   | 85 / 104  |
| Parlamentari 1986 |           |       | 105 / 127 |
| Parlamentari 1996 | 42.467    | 5,7   | 5 / 80    |
| Parlamentari 2002 | 409.022   | 19,8  | 27 / 112  |
| Parlamentari 2007 | 728.898   | 40,7  | 59 / 124  |
| Parlamentari 2012 | 1.149.234 | 53,7  | 67 / 124  |
| Parlamentari 2018 | 1.082.748 | 42,7  | 68 / 146  |